# Condizione della donna a Singapore

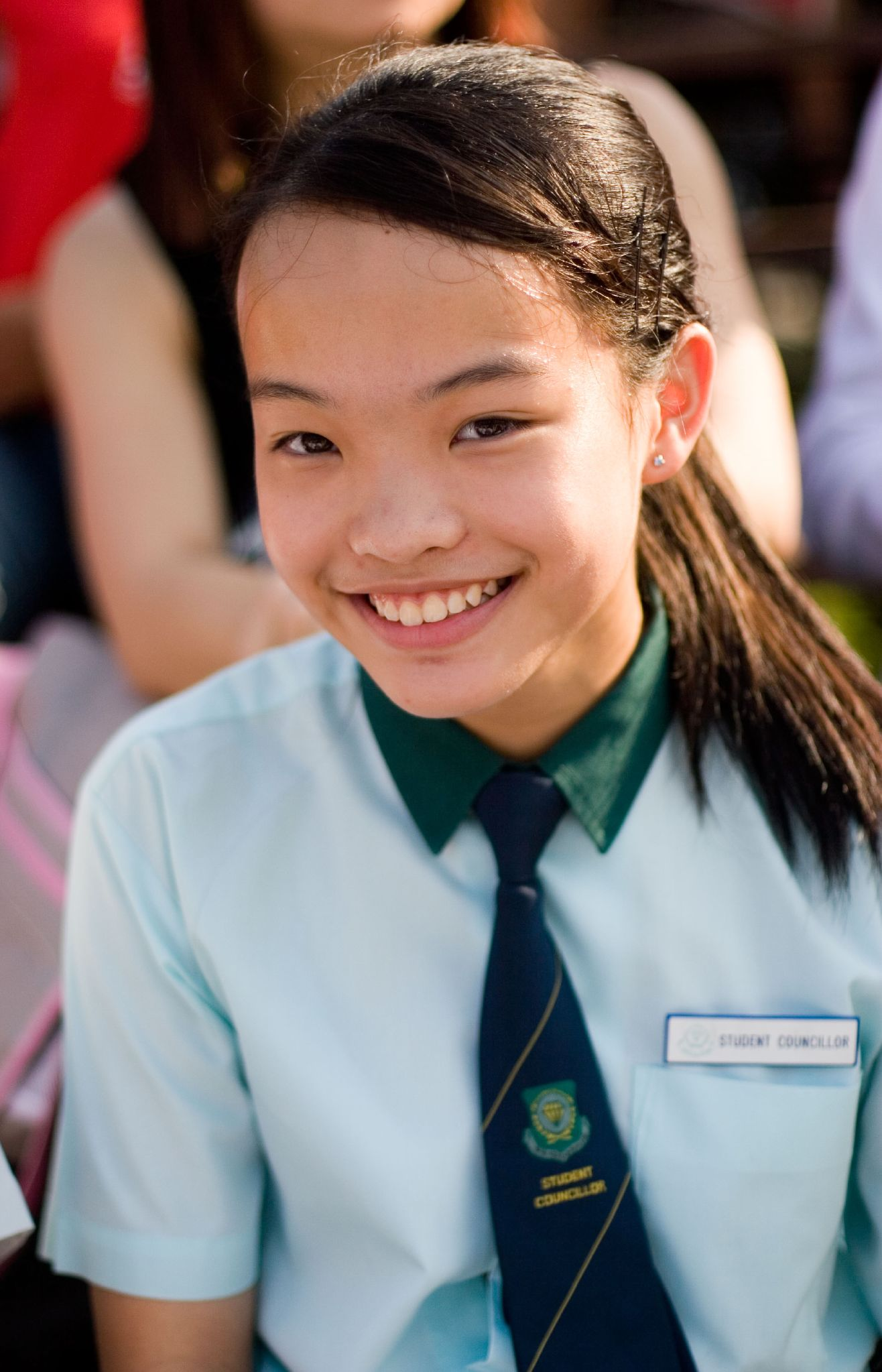
Studentessa di Singapore

Le donne a Singapore, in particolar modo le lavoratrici, si trovano oggi di fronte al tentativo di bilanciare il loro ruolo e status tradizionale con la realtà moderna economica-sociale di un Paese che conserva un atteggiamento largamente paternalistico dovuto al temperamento confuciano della società in generale.

## Affari e politica
Attualmente vi è ancora una scarsa presenza femminile all'interno della politica in posizioni di rilievo, seppur nel 2012 la loro percentuale in parlamento assommava al 23,5%.
La componente femminile costituisce una buona metà di tutti gli impiegati nel mondo del lavoro, tuttavia una gran parte di questo numero occupano posizioni di basso livello e retribuzione. 
Secondo un rapporto del 2011 sulla situazione dei diritti delle donne a Singapore, queste discrepanze son da attribuire principalmente non a discriminazioni o disuguaglianza di genere, ma invece alle qualifiche più basse che hanno, sia nel livello d'istruzione che di esperienza di lavoro rispetto agli uomini.
In relazione all'imprenditorialità il "Bloomberg Busineweek" nel 1997 ha riportato che le imprenditrici di Singapore possono venir raggruppate in due categorie principali: la donna d'affari che era già in grado di stabilire e crescere una famiglia e quella che ha invece cercato un sostituto di essa nel percorso di carriera convenzionale; le donne che si avventuravano all'interno delle azienda sono state incoraggiate e motivate, aiutate anche dalla carenza di manodopera, a raggiungere il successo ed il conseguente stile di vita flessibile.
Un esempio tra i più notevoli è quello di "Lim Soo Hoon", eletta donna dell'anno 1997, ricoprendo incarichi di responsabilità in molti ministeri.

## Sessualità
Per quanto riguarda l'approccio alla sessualità BBC News ha riferito nel 2001 che le donne di Singapore hanno uno degli atteggiamenti più aperti circa l'intimità sessuale di tutte le donne asiatiche.